# Goupitan
Goupitan (kinesiska: 构皮滩, 构皮滩镇) är en köping i Kina. Den ligger i provinsen Guizhou, i den sydvästra delen av landet, omkring 120 kilometer nordost om provinshuvudstaden Guiyang. Antalet invånare är 28042. Befolkningen består av 13 491 kvinnor och 14 551 män. Barn under 15 år utgör 24,0 %, vuxna 15-64 år 64 %, och äldre över 65 år 10,0 %.